# Alpesisí a 2006. évi téli olimpiai játékokon
A  2006. évi téli olimpiai játékokon az alpesisí versenyszámait Sestrière-ben és Cesana-San Sicarióban rendezték meg február 12. és 25. között.
Egyaránt 5-5 versenyszámban mérhették össze a tudásukat a férfiak, illetve a nők is.

## Éremtáblázat
(Az egyes számoszlopok legmagasabb értéke, vagy értékei vastagítással kiemelve.)
| A 2006. évi téli olimpiai játékok éremtáblázata alpesisíben | A 2006. évi téli olimpiai játékok éremtáblázata alpesisíben | A 2006. évi téli olimpiai játékok éremtáblázata alpesisíben | A 2006. évi téli olimpiai játékok éremtáblázata alpesisíben | A 2006. évi téli olimpiai játékok éremtáblázata alpesisíben | Olimpia  |
| ----------------------------------------------------------- | ----------------------------------------------------------- | ----------------------------------------------------------- | ----------------------------------------------------------- | ----------------------------------------------------------- | -------- |
|                                                             | Ország                                                      | Arany                                                       | Ezüst                                                       | Bronz                                                       | Összesen |
| 1.                                                          | Ausztria (AUT)                                              | 4                                                           | 5                                                           | 5                                                           | 14       |
| 2.                                                          | Egyesült Államok (USA)                                      | 2                                                           | 0                                                           | 0                                                           | 2        |
| 3.                                                          | Horvátország (CRO)                                          | 1                                                           | 2                                                           | 0                                                           | 3        |
| 4.                                                          | Franciaország (FRA)                                         | 1                                                           | 1                                                           | 0                                                           | 2        |
| 5.                                                          | Svédország (SWE)                                            | 1                                                           | 0                                                           | 3                                                           | 4        |
| 6.                                                          | Norvégia (NOR)                                              | 1                                                           | 0                                                           | 0                                                           | 1        |
|                                                             |                                                             |                                                             |                                                             |                                                             |          |
| 7.                                                          | Svájc (SUI)                                                 | 0                                                           | 1                                                           | 2                                                           | 3        |
| 8.                                                          | Finnország (FIN)                                            | 0                                                           | 1                                                           | 0                                                           | 1        |
|                                                             |                                                             |                                                             |                                                             |                                                             |          |
| Összesen                                                    | Összesen                                                    | 10                                                          | 10                                                          | 10                                                          | 30       |

## Versenyszámok
Férfi lesiklás
Az olimpia első alpesisí számában meglehetősen nagy meglepetés született. Az osztrák Walchhofer már azt hihette, hogy övé lesz az aranyérem, hiszen 10-es rajtszámmal vette át a vezetést, és a következő 19 versenyző nem tudta megelőzni. De a harmincadikként rajtoló francia Deneriaz lényegesen jobb időt ment, így övé lett az aranyérem. A svájci Kernen bronzérme sem papírforma, ha figyelembe vesszük, hogy mind az amerikai Millert, mind pedig az osztrák Maiert megelőzte.
Férfi szuperóriás-műlesiklás
A rossz időjárás miatt ezt a versenyszámot is az eredetileg meghirdetettől eltérő időpontban rendezték. 
A 34 éves, norvég Kjetil André Aamodt nyerte a számot, és egyben negyedik olimpiai aranyérmét Harmadszor nyert ebben a számban. Az elsőt 1992-ben nyerte, és a negyedik arany egyedülálló a férfi alpesisízők mezőnyében. Őt követte az osztrák Maier, akinek eddig "csak" két aranyérem jutott az olimpiákon, a bronzérem pedig a svájci Hoffmanné lett. Az esélyesek között számontartott amerikai Miller kiesett a versenyből.
Férfi óriás-műlesiklás
Az első futamot némi meglepetésre a kanadai Bourque nyerte, a francia Chenal előtt. Ekkor még a harmadik helyen holtversenyben állt a svéd Nyberg, és az osztrák Maier. A második futamban nagyszerűen síelt az amerikai Miller, és még jobban az osztrák Raich, aki az első futamban csak ötödik lett. Utóbbinak ez olimpiai aranyérmet jelentett, míg az előbbi az első futamban elért tizenkettedik helyet javította összetettben holtversenyes hatodikra. Chenal a második futamban is a második legjobb időt érte el, így összetettben is neki jutott az ezüstérem. Ugyanez igaz nagyjából Maierre, aki mindkét pályán a harmadik legjobb időt elérve szerezte meg a bronzérmet. Az első futamot megnyerő Bourque a másodikban csak a negyedik legjobb időt síelte, így összetettben is visszaesett erre a helyre. A magyar Marosi Attila az első fordulóban 41. lett, a másodikban 39., így összesítésben a 38. helyezést érte el 82 induló közül. (Az első futamban 34, a másodikban 6 versenyző esett ki.)
Férfi műlesiklás
Az olimpia utolsó alpesisí száma volt. Lehetne azt mondani, hogy a várakozásoknak megfelelően az osztrák Raich nyert. De tulajdonképpen ez nem teljesen igaz, ugyanis már az első futam után ő vezetett, márpedig az utolsó 6 versenyen, ahol az első futam után vezetett, csak egyet tudott megnyerni. Ennek ellenére a második futamban is tanári módon síelt, így ebben a számban nagy fölénynek számító különbséggel nyert. Az ugyancsak osztrák Herbst ezüstérme mindenképpen meglepetés, de Schönfelder bronza semmiképpen sem az. Az első futam után még második japán Minagawa végül lemaradt a dobogóról. A hazaiak kedvence, az olimpiai esküt mondó Giorgio Rocca és az amerikai Bode Miller már az első futamban kiesett.
Férfi alpesi összetett
A kombináció első száma természetesen a lesiklás volt, amit némi meglepetésre az osztrák Fill nyert. Persze sejteni lehetett, hogy gyengébb műlesikló tudása miatt nem lesz ott a végelszámolásnál. A jó szlalommenők közül egyedül az osztrák Schönfelder eredménye volt kiemelkedő lesiklásban, ő harmadik lett. A szlalomfutamokban kiderült, hogy a műlesiklóknak kedvesett inkább ez a kombináció. A versenyt ugyanis az amerikai Ligety nyerte, aki a lesiklás után csak a 19. volt. A horvát Ivica Kostelić hetedik volt ugyan a lesiklásban, de a negyedik legjobb szlalomidővel megszerezte az ezüstérmet. A már említett Schönfelder magához képest gyengén ment a lassabb számban, de teljesítménye így is elég volt a bronzéremhez.
Női lesiklás
Az osztrák Dorfmeister 33 évesen nyerte első olimpiai aranyérmét. Nagyszerűen versenyezve komolyabb hiba nélkül teljesítette a távot. Az ezüstérem a nála 8 évvel fiatalabb svájci Schildnek jutott. Az végső győzelemre is esélyesnek tartott svéd Pärson csak a harmadik lett.
Női szuperóriás-műlesiklás
A versenyben meglepetésre sokáig a tizenegyedikként rajtoló, kanadai Vanderbeek vezetett, aki végül a bravúros negyedik helyen zárta versenyt. Őt csak a huszonötödikként rajtoló, horvát Kostelić szorította le a képzeletbeli dobogó legfelső fokáról. Ám az első 30 indulóból az utolsó kettő, az osztrák Meissnitzer és a szintén osztrák Dorfmeister alaposan átrendezték a dobogót. Michaela Dorfmeister nyerte a versenyt – és egyben második aranyérmét –, Kostelić előtt, Alexandra Meissnitzeré lett a bronzérem.
Női óriás-műlesiklás
Az első futamot némi meglepetésre az amerikai Mancuso nyerte, bár előnye minimális volt a nagy esélyes svéd Pärsonnal szemben. Ekkor még a finn Poutiainen és az osztrák Hosp is 4 tizedmásodperc hátrányon belül volt.
Az igazi meglepetés azonban a második futamra maradt. Szenzációs síeléssel a svéd Ottoson felkapaszkodott a dobogó harmadik fokára úgy, hogy az első futam után csak a tizenharmadik volt. Második lett Poutiainen, miután a második futamban a második legjobb időt produkálta. A versenyt Julia Mancuso nyerte, nagy fölénnyel, mivel az első futam megnyerése után, a második körben is nagyon jó időt ment. A verseny nagy vesztese Pärson, aki a második futamban csak a tizennegyedik legjobb időt tudta elérni, így összetettben hatodik lett.
Női műlesiklás
A verseny nem hozott nagyon nagy meglepetést, talán csak annyit, hogy a horvát Kostelić nem nyert érmet. Az első futamban a svéd Pärson volt a leggyorsabb, két osztrák, Hosp és Kirchgasser előtt. Kostelić és az osztrák Schild itt hibáztak, így csak az ötödik, illetve hatodik helyről várták a második futamot. Kostelić a második szakaszon se villogott, így végül csak negyedik lett. Hosp viszont jó időt ment, így felkerült a dobogó harmadik fokára. A második futamban Hosp volt a leggyorsabb, de ez is kevés volt ahhoz, hogy összetettben megelőzze Pärsont. Így svéd arany-, és osztrák ezüstérem lett az összetett végeredménye.
Női alpesi összetett
A rossz időjárás miatt a lesiklást el kellett halasztani, így a versenynapon csak a két szlalom futamot sikerült lebonyolítani. A lesiklást másnapra halasztották. Az első nap után az osztrák Schild vezetett, aki köztudottan nem túl jó lesikló, így a mögötte lévő horvát Kostelić és svéd Pärsson számítottak a szám esélyeseinek. Ez félig-meddig igazolódott be, hiszen Kostelić nyert, de Schild bravúros lesiklással, megelőzve a svéd hölgyet, megszerezte az ezüstérmet.
Kostelić ezzel az első női alpesisíelő, aki négy olimpiai aranyérmet szerzett.

## Érmesek

### Férfi
| A 2006. évi téli olimpiai játékok érmesei férfi alpesisíben |                                        |         |                                     |         |                                     |         |
| Versenyszám                                                 | Arany                                  | Arany   | Ezüst                               | Ezüst   | Bronz                               | Bronz   |
| Összetett                                                   | Ted Ligety · Egyesült Államok (USA)    | 3:09,35 | Ivica Kostelić · Horvátország (CRO) | 3:09,88 | Rainer Schönfelder · Ausztria (AUT) | 3:10,67 |
| Lesiklás                                                    | Antoine Dénériaz · Franciaország (FRA) | 1:48,80 | Michael Walchhofer · Ausztria (AUT) | 1:49,52 | Bruno Kernen · Svájc (SUI)          | 1:49,82 |
| Műlesiklás                                                  | Benjamin Raich · Ausztria (AUT)        | 1:43,14 | Reinfried Herbst · Ausztria (AUT)   | 1:43,97 | Rainer Schönfelder · Ausztria (AUT) | 1:44,15 |
| Óriás-műlesiklás                                            | Benjamin Raich · Ausztria (AUT)        | 2:35,00 | Joël Chenal · Franciaország (FRA)   | 2:35,07 | Hermann Maier · Ausztria (AUT)      | 2:35,16 |
| Szuperóriás-műlesiklás                                      | Kjetil André Aamodt · Norvégia (NOR)   | 1:30,65 | Hermann Maier · Ausztria (AUT)      | 1:30,78 | Ambrosi Hoffmann · Svájc (SUI)      | 1:30,98 |

### Női
| A 2006. évi téli olimpiai játékok érmesei női alpesisíben |                                        |         |                                      |         |                                        |         |
| Versenyszám                                               | Arany                                  | Arany   | Ezüst                                | Ezüst   | Bronz                                  | Bronz   |
| Összetett                                                 | Janica Kostelić · Horvátország (CRO)   | 2:51,08 | Marlies Schild · Ausztria (AUT)      | 2:51,58 | Anja Pärson · Svédország (SWE)         | 2:51,63 |
| Lesiklás                                                  | Michaela Dorfmeister · Ausztria (AUT)  | 1:56,49 | Martina Schild · Svájc (SUI)         | 1:56,86 | Anja Pärson · Svédország (SWE)         | 1:57,13 |
| Műlesiklás                                                | Anja Pärson · Svédország (SWE)         | 1:29,04 | Nicole Hosp · Ausztria (AUT)         | 1:29,33 | Marlies Schild · Ausztria (AUT)        | 1:29,79 |
| Óriás-műlesiklás                                          | Julia Mancuso · Egyesült Államok (USA) | 2:09,19 | Tanja Poutiainen · Finnország (FIN)  | 2:09,86 | Anna Ottosson · Svédország (SWE)       | 2:10,33 |
| Szuperóriás-műlesiklás                                    | Michaela Dorfmeister · Ausztria (AUT)  | 1:32,47 | Janica Kostelić · Horvátország (CRO) | 1:32,74 | Alexandra Meissnitzer · Ausztria (AUT) | 1:33,06 |